# Honda Prologue
Der Honda Prologue ist ein batterieelektrisch angetriebenes SUV des japanischen Automobilherstellers Honda, das ausschließlich in Nordamerika angeboten wird. Gebaut wird der Wagen in Mexiko.

## Geschichte
Bei der Entwicklung von Elektrofahrzeugen für den nordamerikanischen Markt kooperiert Honda mit General Motors und nutzt die als Ultium bezeichnete Plattform. Im Oktober 2023 präsentierte Honda das Serienmodell Prologue als erstes Honda-Modell auf dieser Plattform. Der Verkauf begann im Frühjahr 2024.

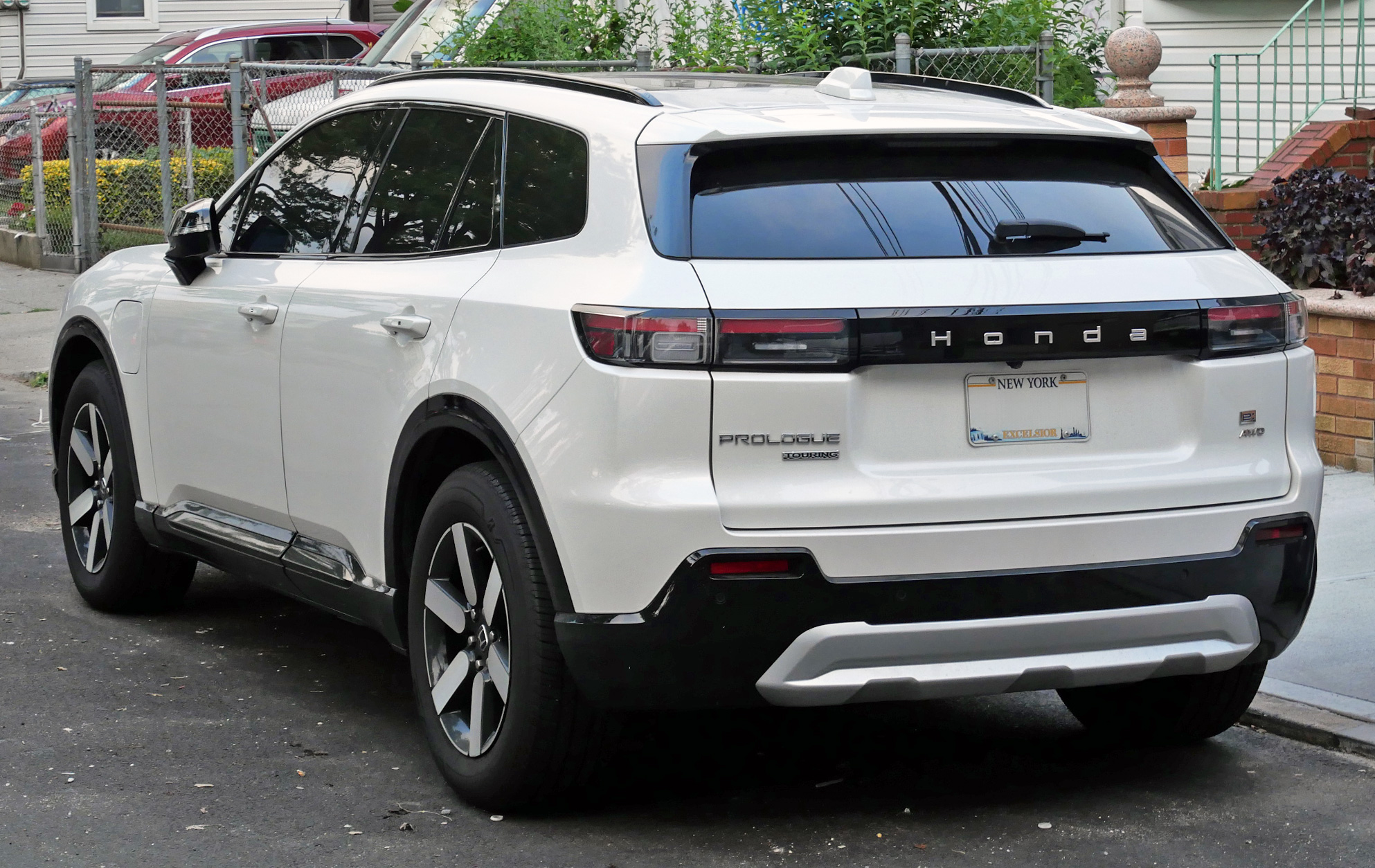
Heckansicht
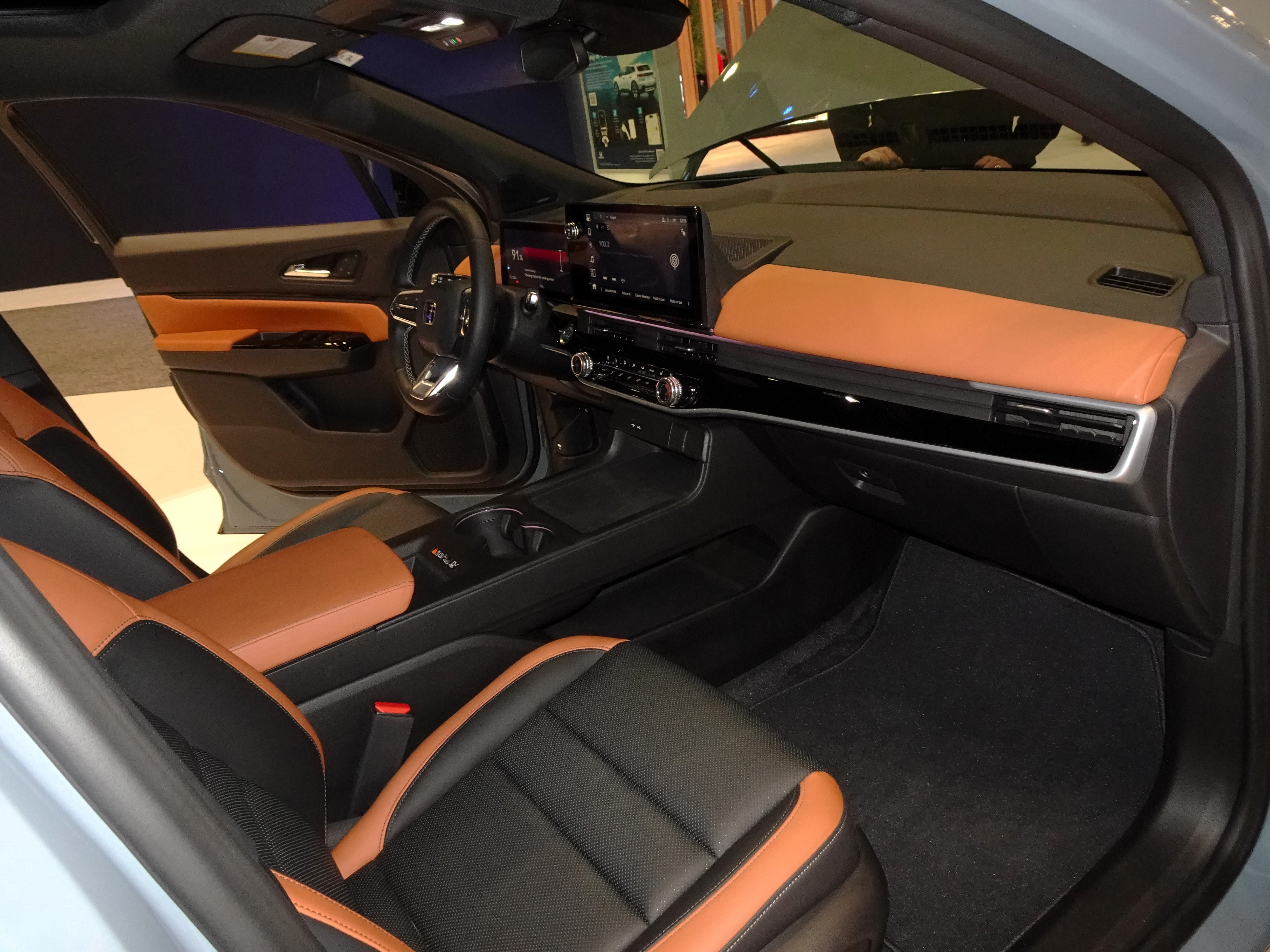
Innenansicht

## Technik
Der Prologue ähnelt aufgrund der verwendeten Plattform technisch dem Chevrolet Blazer EV und dem Acura ZDX. Der Lithium-Ionen-Akkumulator hat einen Energieinhalt von 85 kWh und ist flüssigkeitsgekühlt. Die Reichweite wird nach EPA-Norm mit 439 bis 476 km angegeben. Die Ladeleistung mit Gleichstrom beträgt maximal 150 kW. Die Version mit Frontantrieb hat eine Leistung von 158 kW (215 PS) und 320 Nm Drehmoment. Die Allradversion mit jeweils einem Elektromotor an jeder Achse leistet 215 kW (292 PS) und bietet ein Drehmoment von 451 Nm. Ebenfalls ähnlich zum Modell von General Motors ist das Fahrwerk in Mehrlenkerausführung, das Honda sportlicher abgestimmt hat.
Zum Modelljahr 2025 wurde die maximale Leistung auf 164 kW (223 PS) bzw. 224 kW (304 PS) erhöht. Auch das Drehmoment (329 Nm bzw. 481 Nm) und die EPA-Reichweite (496 km bzw. 455 km) stieg.